# Jahquil Hill
 (avril 2020).
Si vous disposez d'ouvrages ou d'articles de référence ou si vous connaissez des sites web de qualité traitant du thème abordé ici, merci de compléter l'article en donnant les références utiles à sa vérifiabilité et en les liant à la section « Notes et références ».
 (avril 2020).
Pour les articles homonymes, voir Hill.
Jahquil Hill, né le 15 janvier 1997, est un footballeur international bermudien évoluant au poste de gardien de but.

## Biographie

### En sélection
En juin 2019, alors qu'il est au Hereford FC, il est retenu par le sélectionneur Kyle Lightbourne afin de participer à la Gold Cup organisée aux États-Unis, en Jamaïque et au Costa Rica.